# Муром (річка)
Муром — річка в Росії та Україні (у межах Харківського району Харківської області). Ліва притока Харкова (басейн Сіверського Дінця).

## Опис
Довжина річки 35 км, площа басейну 211 км². Долина трапецієподібна, асиметрична. Річище помірно звивисте, завширшки переважно 0,5—1,5 м. Похил річки 1,6 м/км. У пониззі споруджено Муромське водосховище.

## Розташування
Річка бере початок на південний захід від села Мурома (Білгородська область, Росія). Тече переважно на південний захід. Перетинає російсько-український кордон на північний схід від села Зеленого. Впадає до річки Харків на північно-західній околиці села Руські Тишки.

## Притоки

### Праві
- Іверина[1] - балка в Росії, починається на південному заході від Мурома
- Приворітний[2] - яр у Росії, впадає до Мурома на підень від с. Середа поблизу україно-російського кордону
- Братська[3] - балка у Липецькій громаді, впадає до Мурома нижче села Нескучне
- Кринична[4] - балка у Липецькій громаді, впадає до Мурома нижче села Веселе
  - Панська - балка, ліва притока Криничної [5]

### Ліві
- Найдьонів[6] - яр у Циркунівській громаді, впадає у Муром неподалік від його гирла на північно-східній околиці села Руські Тишки
- В'ялий (Лог)[7] - річка (яр) у Липецькій громаді. Починається біля с. Тернова, тече переважно на південний захід і впадає у Муром у с. Веселе.
  - Праві притоки В'ялого Логу від витоку до гирла: Маслова балка[8], Плоска балка[9], Ближній яр[10], Балка Осинки[11]
  - Ліві притоки В'ялого Логу від витоку до гирла: Балка Яришки[12], Погорілий яр[13] (з правою притокою Довгенький яр[14][15]), Граків яр (Гракова Балка)[16], Цицаків яр[17]
- Граків Яр[15] - річка (яр) у Липецькій громаді. Починається біля с. Петрівка, тече переважно на північ і впадає у Муром на південній околиці с. Веселе.